# Дифракция
Дифракцията е отклонението на вълни от праволинейното им разпространение в пространството, проявяващо се най-силно при дължина на вълната, близка до размера на някаква нееднородност на средата. Пример за дифракция е промяната в посоката на разпространение на вълната при преминаване през отвор или заобикаляне на препятствие. Дифракцията представлява интерференция на голям брой кохерентни вълни, затова тя не се различава принципно от явлението интерференция.
Дифракцията се наблюдава при всички вълни, независимо от техния характер. Най-добре изучена е дифракцията при светлинните и звуковите вълни.
В теорията на радиовълните под дифракция се разбира способността на радиовълните да заобикалят различни неравности от земната повърхност, като се отклоняват от праволинейното си движение. Дифракцията се дължи на факта, че мястото, където попадат радиовълните, става източник на вторично излъчване, вследствие на което е възможно заобикаляне на неравностите.
Дифракцията се проявява толкова по-силно, колкото е по-голяма дължината на вълната от линейните размери на неравностите, върху които попадат радиовълните. Това се обяснява с по-малките загуби на енергията на вълната в неравностите при по-ниски честоти. Дифракцията в земни препятствия е най-силно изразена при дългите и свръхдългите вълни, а при УКВ дифракция практически не съществува.

## Описание
В класическата физика вълните се огъват и отклоняват в различна степен след преминаване през препятствия като процепи, дупки или дискове. Ако се приеме, че между източника на светлина и екрана за гледане е поставено препятствие, на екрана ще се появяват светли зони и тъмни зони. Границите на тези зони не са остри, което е сложен модел на редуване на светлина и тъмнина. Това явление се нарича дифракция и може да се случи, когато вълна срещне препятствие по пътя си. В допълнение, подобен ефект възниква, когато светлинна вълна преминава през среда с нехомогенен индекс на пречупване или когато звукова вълна преминава през среда с нехомогенен акустичен импеданс. При определени условия не само водните вълни и светлинните вълни могат да предизвикат дифракционни явления, видими с просто око, но и други видове електромагнитни вълни (като радиовълни, рентгенови лъчи и др.) също могат да претърпят дифракция. Тъй като действителните обекти в атомен мащаб имат вълнови свойства, те също проявяват явлението дифракция, което може да бъде изследвано чрез квантовата механика.
При подходящи обстоятелства всяка вълна има присъщото свойство на дифракция. Но степента, до която вълните дифрактират, варира в зависимост от случая. Ако препятствието има множество гъсто разпределени пори, това ще доведе до по-сложен модел на разпределение на интензитета на дифракцията. Това е така, защото различни части от вълната се движат до позицията на наблюдателя по различни пътища и възниква суперпозиция на вълната.
Формалната теория на дифракцията може също да се използва за описание на разпространението на крайни вълни (вълни, измерени до краен размер) в свободното пространство. Например свойствата на дивергенция на лазерните лъчи, формата на лъча на радарните антени и зрителното поле на ултразвуковите сензори могат да бъдат анализирани с помощта на дифракционни уравнения.

## Дифракция на светлината
Дифракцията на светлината е проява на дифракция при електромагнитни вълни в светлинния спектър. Светлината се отклонява от праволинейното разпространение при преминаване през малък отвор или тесен процеп (0,1 – 1 мм). В този случай светлинните лъчи се разпространяват не само по права линия, но и встрани, поради което около светлото кръгче или светлата ивица се появява оцветен ръб – дифракционни пръстени или ивици. Първите могат лесно да се наблюдават, ако през малък отвор се наблюдава разположен недалеч светлинен източник. Колкото по-малък е отворът, толкова по-голям е диаметърът на първия дифракционен пръстен. С увеличение на размера на отвора този диаметър намалява. Дифракцията влошава рязкостта на образа при много големи диафрагми на обективите. Тя започва да оказва влияние при числена апертура 1:8 – 1:11.
Дифракцията на светлината на практика е преодоляването на препятствие от страна на светлината, като в краищата на препятствието възниква интерференция на вторични вълни. Например, поради дифракцията на светлината при осветяване на непрозрачен екран на границата със сянката, където съгласно законите на геометричната оптика, би трябвало да има скокообразен преход от сянка към светлина се наблюдава редица от светли и тъмни дифракционни ивици.

## История на изследванията
За първи път ефектите на дифракцията са наблюдавани от Франческо Грималди през 1665 година. Исак Нютон също изследва това явление, но не успява да го обясни въз основа на утвърдената тогава корпускулярна теория на светлината. През 1803 г. Томас Йънг прави известния си опит на интерференция от два близко разположени процепа. Огюстен-Жан Френел публикува през 1815 и 1818 година по-подробни изследвания и количествени изчисления, които подкрепят вълновата природа на светлината, разработена преди това от Кристиан Хюйгенс. Френел допълва теорията на Хюйгенс с идеята за интерференция на вторичните вълни. Експерименталното потвърждение на теорията на Френел се превръща в едно от основните доказателства за вълновата природа на светлината. В днешно време тази теория е известна като принцип на Хюйгенс–Френел и решаването на дифракционни задачи въз основа на този принцип дава достатъчно добри резултати в ред практически важни случаи.
Наблюдението на дифракция на електрони в 1927 година потвърждава съществуването на вълни на дьо Бройл.

## Вижте още
- Дифракция на електрони